# نائیرا هامبارتسومیان
نائیرا والریکی هامبارتسومیان (ارمنی: Նաիրա Վալերիկի Համբարձումյան؛ انگلیسی: Naira Hambardzumyan؛ زادهٔ ۵ اوت ۱۹۷۴) تاریخ‌نگار ادبی، مترجم، شاعر، نویسنده اهل ارمنستان است.

## زندگی‌نامه
وی در ۵ اوت ۱۹۷۴ در ایروان به دنیا آمد و از دانشگاه دولتی علوم پرورشی خاچاطور آبوویان ارمنستان (۱۹۹۶) فارغ‌التحصیل گشت. وی از ۲۰۰۹ عضو اتحادیه نویسندگان ارمنستان می‌باشد. وی در دانشگاه هراچیا آچاریان و انستیتو ادبی فعالیت کرده است.

## یادداشت
1. ↑  «Հրաչյա Աճառյան» համալսարան